# Nikola Padevsky
Nikola Bochev Padevsky ou Padevski est un joueur d'échecs bulgare né le 29 mai 1933 et mort le 17 décembre 2023. Quatre fois champion de Bulgarie (en 1954, 1955, 1962 et 1964), il reçut le titre de Grand maître international en 1964. Il représente la Bulgarie lors de onze olympiades de 1956 à 1978 (sauf en 1976, lorsque la Bulgarie est absente de la compétition). Il joue au premier échiquier en 1956, 1962 et 1964 et remporte la médaille de bronze par équipe en 1968 (il joue alors au troisième échiquier).
Il a exercé la profession de juriste.

## Palmarès
Padevsky a remporté les tournois de :
- Varna 1960 (ex æquo avec  Nikolaï Kroguious) et 1975 (ex æquo avec Milan Vukić[3]),
- Sofia 1962 (ex æquo avec Victor Ciocâltea[4])
- Polanica-Zdrój 1963 (premier mémorial Rubinstein),
- Fuengirola 1979 (tournoi Costa del Sol),
- Tchoka 1981,
- Kragujevac 1984,
- Belgrade 1985,
- l'open de Dortmund en 1989
- Albena 1989.

En 1975, il finit deuxième du tournoi zonal de Pula, ex æquo avec Ulf Andersson, derrière István Csom.
Nikola Padevsky meurt le 17 décembre 2023.